# Jarosław Mikołajewski
Jarosław Mikołajewski (ur. 20 marca 1960 w Warszawie) – polski poeta, pisarz i tłumacz z języka włoskiego; także autor książek dla dzieci, eseista i publicysta.

## Życiorys
Syn Jana Mikołajewskiego i Heleny z Kopcińskich, ekonomistów. Absolwent II Liceum Ogólnokształcącego im. Stefana Batorego w Warszawie (matura 1978).  W latach 1983–1998 był wykładowcą w Katedrze Italianistyki Uniwersytetu Warszawskiego. Od 1998 do 2006 pracował w Gazecie Wyborczej. W latach 2006–2012 pełnił funkcję dyrektora Instytutu Polskiego w Rzymie. Następnie powrócił do Gazety Wyborczej i pracował w niej do stycznia 2017 (został zwolniony w ramach zwolnień grupowych). Od 2021 w Radio Nowy Świat prowadzi autorską audycję „Słowo daję”, w cyklu „Punkt widzenia”. Pełnił również funkcję kierownika działu naukowo-oświatowego w Muzeum Literatury im. Adama Mickiewicza w Warszawie.
W jego dorobku translatorskim są m.in. przekłady utworów Dantego, Petrarki, Michała Anioła, Leopardiego, Montalego, Ungarettiego, Luziego, Penny, Pavesego, Pasoliniego, Leviego. Z klasyki literatury dziecięcej przetłumaczył na język polski m.in. Pinokia Carla Collodiego (pt. Pinokio: historia pajacyka, wyd. 2011) i kilka utworów Gianniego Rodariego. Jego książki ukazały się we Włoszech, Holandii, USA, Ukrainie. Był tłumaczony ponadto na języki: albański, francuski, niemiecki, hiszpański, chorwacki, serbski, bułgarski, czeski, ukraiński, grecki, litewski, rosyjski.
Jest pomysłodawcą i przewodniczącym kapituły Nagrody Literackiej im. Leopolda Staffa. Jest członkiem kapituły Poznańskiej Nagrody Literackiej.

## Odznaczenia
- Srebrny Medal „Zasłużony Kulturze Gloria Artis” – 2014[9]
- Oficer Orderu Gwiazdy Włoch – Włochy, nadanie 2022[10], wręczenie 2024[11]
- Kawaler Orderu Gwiazdy Solidarności Włoskiej – Włochy, 2005[12]

## Nagrody i wyróżnienia
Jest laureatem nagród literackich i artystycznych, m.in. Nagrody im. Kazimiery Iłłakowiczówny, św. Brata Alberta, Barbary Sadowskiej, dwukrotnie Nagrody Literackiej m. st. Warszawy (2011 i 2012) oraz Nagrody „Nowej Okolicy Poetów”. W 2016 za Wielki przypływ otrzymał Nagrodę im. Beaty Pawlak. W 2019 został laureatem Nagrody Poetyckiej im. Konstantego Ildefonsa Gałczyńskiego za najlepszy tom poetycki 2018 roku za tom Basso continuo. W 2020 został nominowany do Nagrody Poetyckiej im. Kazimierza Hoffmana „KOS” za najlepszy tom poetycki 2019 roku za tom Głupie łzy.
Otrzymał włoskie nagrody: Premio Nazionale per la Traduzione, Premio della Città di Roma, Premio Flaiano, Premio Internazionale Franco Cuomo.

## Życie prywatne
Żonaty, ma trzy córki (ur. 1991, 1993 i 2000). Jedna z nich, Maria, jest reporterką programu "Polska i Świat" w telewizji informacyjnej TVN24.

## Wybrana twórczość

### Poezja
- A świadkiem śnieg (1991) – Nagroda im. Kazimiery Iłłakowiczówny za Najlepszy Debiut Roku
- Kołysanka dla ojca (1994)
- Zabójstwo z miłości (1997)
- Mój dom przestały nawiedzać duchy. Wiersze z lat 1988–1998 (1998)
- Nie dochodząc Pięknej (2000)
- Którzy mnie mają (2003)
- Któraś rano (2005)
- Coś mnie zmartwiło, ale zapomniałem (2008)
- Zbite szklanki (2010) – Nagroda Literacka m.st. Warszawy[16]
- Na wdechu (2012) – nominacja do Nagrody Poetyckiej im. K.I. Gałczyńskiego – Orfeusz 2013[24]
- Wyręka (2014) – finał Nagrody Poetyckiej im. K.I. Gałczyńskiego – Orfeusz 2015[25] i Nagrody im. Krystyny i Czesława Bednarczyków
- Żebrak (2016) – finał Nagrody Poetyckiej im. K.I. Gałczyńskiego – Orfeusz 2017[26]
- Pieśni stworzeń (2016) – przekłady z dawnej poezji włoskiej
- Listy do przyjaciółki (2017) – nominacja do Nagrody Poetyckiej im. K.I. Gałczyńskiego – Orfeusz 2017[27]
- Basso continuo (2018) – Nagroda Poetycka im. K.I. Gałczyńskiego – Orfeusz 2019[20]
- Głupie łzy (2019)
- Godzina myśli. Wiersze czasu epidemii (2021)
- Życie na xanaksie (2022)

### Proza
- Herbata dla wielbłąda, czyli Sprawy i sprawki detektywa McCoya (2004, Wydawnictwo Literackie) – powieść kryminalna nominowana do nagrody Wielkiego Kalibru
- Męski zmysł (2005, WL) – zbiór rozmów wcześniej publikowanych w „Wysokich Obcasach”
- Sentymentalny portret Ryszarda Kapuścińskiego (2006, WL) – esej wspomnieniowy
- Rzymska komedia (2011, Agora) – zbiór esejów, Nagroda Literacka m.st. Warszawy[17], nominacja do Nagrody Literackiej Nike 2012[28]
- Dolce vita (2012, Agora) – opowiadania
- Co czytali sobie, kiedy byli mali? (współautor Ewa Świerżewska, 2014, Egmont) – 24 rozmowy o książkach dzieciństwa
- Największe szczęście, największy ból (2014, a5) – rozmowy z Julią Hartwig
- Uśmiech Bambola (2015, Media Rodzina) – kryminał dla dzieci
- Szklane oczy (2015, Media Rodzina) – kryminał dla dzieci
- Zwycięski koń (2015, Media Rodzina) – kryminał dla dzieci
- Wielki przypływ (2015, Dowody na istnienie) – reportaż o Lampedusie
- Syreni śpiew (2016, Media Rodzina) – kryminał dla dzieci
- Kot w worku (2016, Media Rodzina) – kryminał dla dzieci
- Wędrówka Nabu (2016, Austeria) – opowiadanie dla dzieci
- Terremoto (2017, Dowody na Istnienie) – reportaż, nominacja do Nagrody Literackiej Nike 2018[29]
- Szpitalne (2018, Austeria) - esej
- Syrakuzańskie (2019, Austeria) - reportaż o Syrakuzach
- Cień w cień. Za cieniem Zuzanny Ginczanki (2019, Dowody na Istnienie) - esej biograficzny, nominacja do Nagrody im. Teresy Torańskiej
- Czerwony śnieg na Etnie (wspólnie z Pawłem Smoleńskim, 2021, Wydawnictwo Czarne) - esej/ reportaż o Sycylii
- Godzina śródziemnomorska (2022, Wydawnictwo Słowne) – opowiadanie dla dzieci